# Eremitage
 For alternative betydninger, se Eremitagen. (Se også artikler, som begynder med Eremitagen)
Eremitage eller ermitage (fransk hermitage) er en eremitbolig, en enebolig eller eremithytte. Eremitage benyttedes hyppigt i det 18. århundrede i større haveanlæg, hvor man på ensomme steder mellem træerne opførte en lille træhytte, dækket med bark og strå, og ofte forsynet med klokkespil og lignende, der kunne sætte fantasien i sving, en efterligning af en virkelig eremitbolig.
Eremitage er navnet på en række berømte pavilloner eller havehuse, for eksempel Jean-Jacques Rousseaus i Montmorency, Ludvig XIV’s Château de Marly ved Versailles, det markgrevelige lystslot i Bayreuth. Endvidere på det med Vinterpaladset i Sankt Petersborg sammenbyggede palads, som 1840-52 opførtes efter Leo von Klenzes tegninger, med en berømt skulptur-, oldsags- og malerisamling, på en stor russisk restaurant og på en smuk lysthave i Moskva. Et smukt eksempel har man i Danmark med jagtslottet Eremitagen, derudover var der eremithytter i Søndermarken og i haverne til Munkholm ved Mariager, Sanderumgaard ved Odense og Hindsgavl Slot ved Middelfart.
Hofmarskal Johan Bülow opbyggede efter afskedigelsen i 1793 og til sin død i 1828 en romantisk have ved Odense, Sanderumgaard, med mange haveelementer, 'garden follies', blandt andet eremithytten Tankefuld med skiltet "Døden er vis! Dødens Time er uvis!"